# Carolina Muzzilli
Carolina Muzzilli (Buenos Aires, 17 de novembre de 1889-Bialet Massé, 23 de març de 1917) fou la primera dona a ser funcionària del departament industrial de las Chacras, Argentina.
Treballà durant la seua curta vida per millorar les condicions laborals a les fàbriques i a altres llocs de l'Argentina.

## Carrera
Filla d'obrers emigrats d'Itàlia, nasqué en una llar obrera, vivint en una casa comuna de la zona sud de Buenos Aires.
Convivia en una mateixa habitació amb diversos germans i ties. Aquestes parents, lectores de fulletons, havien triat el seu nom en honor de l'escriptora italiana Carolina Invernizio (1851-1916).
Estudià en una Escola per a mestres.
Muzzilli denuncià les condicions laborals de les dones que treballaven en el periòdic La Premsa.
Participà en manifestacions i mítings.

Fou una notable militant feminista.
| «                   | La dona aristocràtica i la dona proletària són igualment víctimes. Ha arribat l'hora que la dona argentina reconega que no és inferior a l'home, i que, fins i tot si té una missió diferent, se li han de restaurar els seus drets civils i naturals. | » |
| — Carolina Muzzilli | |   |

Era crítica contra l'elit superior, que parlava molt i no feia res sobre el tema de l'explotació de les dones i dels xiquets treballadors. Estava contra el feminisme que deia «esportiu», una pràctica elitista amb enfocament conservador cap al feminisme, merament reformista.
| «                   | Jo anomene "feminisme de diletants" al que només s'interessa per la preocupació i la brillantor de les dones intel·lectuals. […] És hora que aquest feminisme esportiu en deixe pas al vertader, que s'ha d'enquadrar en la lluita de classes. Si no, serà un moviment elitista, per a protegir sols les dones que fan de la submissió una renúncia al seu dret a una vida millor. Abomine la humilitat pel simple motiu del meu suport a qui exigeix béns que els corresponen simplement per viure en un país on es predica que «tots són iguals davant la llei». | » |
| — Carolina Muzzilli | |   |

El diputat Alfredo Palacios ―del Partit Socialista― l'encoratjà a participar en conferències als centres socialistes i organitzar les dones en els mitjans gràfics.
L'informe que presentà C. Muzzilli sobre la situació de les dones a les fàbriques fou el suport de la defensa de les dones que dugué Alfredo Palacios davant el Congrés Nacional.
L'any 1906, C. Muzzilli fou fonamental en la promulgació de lleis per protegir els treballadors amb la participació activa en les activitats de la Societat de Beneficència.
El 1907, quan a l'Uruguai es legalitzà el divorci, Muzzilli exigí que es promulgara una llei de divorci també a Argentina.
Fins i tot elaborà un projecte de llei de divorci per al Centre Socialista Femení, juntament amb Fenia Chertkoff (1869-1927).

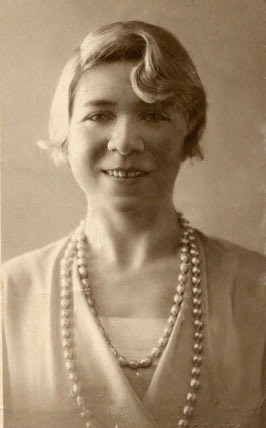
La poeta Alfonsina Storni (1892-1938)

L'escriptor de Paraná Manuel Gálvez (1882-1962), en els seus records literaris, explica que per primera vegada a Buenos Aires va veure que en una reunió literariopolítica ―a la qual només assistien homes―, hi havia dues dones: una era la poeta modernista Alfonsina Storni i l'altra «una noia socialista, Carolina Muzzilli, que tenia aspecte d'obrera, i que escriuria un valuós llibre sobre el treball de les dones, i moriria tuberculosa uns anys més tard».
El 1909, als 19 anys, s'afilia al Partit Socialista i comença a actuar en la seua Agrupació Femenina.
Aquell any (1909) representà al Centre Femení Socialista en la Lliga Internacional de Treballadores Domèstiques.
El 1910 participà en el congrés d'universitàries argentines i hi destacà pels seus discursos combatius.
S'integrà al grup de pioneres que formaven, entre d'altres, Raquel Camaña, Adelina Di Carlo, Alicia Moreau, Elvira Rawson i Alfonsina Storni. Era amiga dels principals dirigents socialistes.

Carolina Muzzilli dissertà en el Congrés nacional, convidada per la doctora Elvira Rawson (1867-1954).
| «                   | Els esperits timorats temen la destrucció de la família. El divorci, però, constituiria la manera de preservar-la donant a dos éssers infeliços l'oportunitat de constituir novament vertaderes llars. […] ¿Per què negar-li a la dona, si és jove, que satisfaça la seua suprema aspiració formant una nova llar? ¿Per què negar-li el dret a gaudir de la dolçor de la intimitat de sa casa sent de nou esposa i mare? ¿er què negar-li a l'home que constituïsca una nova llar on hi haja pau, amor, llevant-lo així dels llocs llicenciosos? | » |
| — Carolina Muzzilli | |   |

Entre el 19 i el 22 de maig de 1910 es realitza a Buenos Aires el Primer Congrés Femení Internacional ―organitzat sobretot pel Centre Socialista Femení, en què militava Muzzilli―.
Com a representants de l'Argentina hi participaren les primeres metgesses i educadores, pioneres i lluitadores per la igualtat de drets, com Cecilia Grierson, Julieta Lanteri, Elvira Rawson, Alicia Moreau, Petrona Eyle, Sara Justo i Fenia Chertkoff de Repetto. No s'hi permeté la presència d'homes. En el seu discurs, Muzzilli declarà:
| «                   | La dona en la societat actual […] manca de voluntat pròpia, se la té i se l'ha tinguda en un estat d'inferioritat, com si la natura, en donar-li el que l'envolta de lluminositat ―la maternitat―, l'haguera segellada amb una marca indeleble d'ignomínia. | » |
| — Carolina Muzzilli | |   |

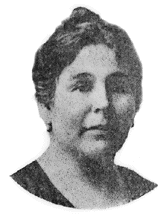
Elvira Rawon (1867-1954)

Malgrat ser una de les feministes més combatives de l'època, C. Muzzilli creia que la missió «sublim» de les dones era la maternitat, i que la realització personal de la dona incloïa la seua funció dins la llar.
Finalment, però, Elvira Rawson hi donà una opinió dissident, i la llei no es dugué a terme.

El 1912, Muzzilli advocà per les dones que treballaven en la bugaderia La Higiènica en pèssimes condicions de salut:
| «                   | En parlar de rentadors mecànics, on ―indistintament, en tots― les condicions laborals són desesperants, no es pot callar davant la manera inhumana en què treballen les obreres del rentador La Higiénica. En l'any 1912 s'aplegava al saló de la Federació Gràfica Bonaerense un grup nombrós de dones treballadores d'aquest establiment, en vaga. Pobres i desnerides dones, marcades amb l'estigma de les privacions i del treball excessiu. Variava la seua edat entre els dotze i els cinquanta anys. Nomeraren per assessorar-les davant la gerència de l'establiment la doctora Julieta Lanteri Renshaw, Enrique Barca i la que escriu aquestes línies. Oírem de llavis de les vaguistes la narració de les condicions en què feien la faena... realment horribles. I no és que mentiren, perquè ho hem comprovat. Obligades a treballar, les de la secció rentat, en pisos humits, en hivern tremolant de fred i en estiu en una atmosfera insuportable pel vapor que desprenen els cilindres, són constantment esperonades pels inspectors, reben sovint empentes, i suporten una jornada de 9 a 11 hores! No tenen les dues hores reglamentàries que determina la llei per a l'esmorzar. Però n'hi ha més encara: les de la secció de planxa, per l'alta temperatura, en estiu es desmaien sovint, i ―en comptes d'auxiliar-les―, l'inspector, amb el rellotge a la mà, comprova la durada de la síncope perquè l'obrera complete la jornada. Els comentaris hi sobren, més si tenim en compte que entre els membres del directori que més s'han oposat a les justes reclamacions de les obreres la majoria són militants catòlics, acostumats a dur el pal·li en les processons. | » |
| — Carolina Muzzilli | |   |

El 14 de setembre de 1912 feu una conferència sobre el divorci, patrocinada per la Lliga Pro Drets de la Dona i el Xiquet “Unione i Benevolenza”.
El 1913, Muzzilli participà en el Congrés del Xiquet, en què destacà per tres treballs presentats:
- La mare i el menor obrer.
- El treball de la dona i els xiquets.
- L'alcoholisme.[1]

Aquest mateix any (1913) presenta en l'exposició de Gant (Bèlgica) un treball titulat El treball femení, que li premiaren. Una altra monografia, "El treball de les dones i els xiquets del nostre país", fou guardonat en l'exposició de San Francisco (Califòrnia), al 1915.
En aquesta època publica en la revista Humanidad Nueva, de l'Ateneu Popular, la secretària del qual era Alicia Moreau, on editaven texts d'Anatole France, Manuel Ugarte, Alfredo Palacios, Enrique del Valle Iberlucea, i els italians Maria Montessori i Antonio Labriola.
Era admiradora del teatre, i des de les pàgines d'Humanidad nueva reflectí la seua admiració per Florencio Sánchez (1875-1910).
El 1915 la contractaren ―encara que sense sou― com a inspectora del Departament Nacional d'Higiene i Treball. En les seues inspeccions defensà els drets de la dona i del xiquet obrer.
Fou la primera dona funcionària d'aquest departament federal.
Treballà en programes de salut pública per combatre la tuberculosi.
Recorria tallers i fàbriques, i entrevistava les obreres sobre el salari, el nombre d'hores que feien, les condicions de treball, la contaminació de l'ambient. Als llocs on no li permetien entrar en contacte amb les obreres, es contractava ella mateixa, sotmetent-se a rigors que la feren emmalaltir de tuberculosi.
El 1916 treballa en la campanya per al Partit Socialista.
Encara que no havia tingut oportunitats de formació acadèmica, el 1916 fundà i dirigí el diari Tribuna femenina, que mantenia amb el seu treball de costurera industrial.
En la revista publicava els seus assaigs i monografies, alguns premiats en congressos nacionals i internacionals sobre la protecció de la dona.
En el seu treball per a la revista, participà en programes d'educació per a les treballadores de la indústria tèxtil i tabaquera en particular, ja que les condicions de salut en aquestes indústries eren deplorables; Carolina M. projectava aquest problema com un conflicte de lluita de classes.
Envià alguns escrits a congressos internacionals i publicà fullets i dos llibres: El trabajo femenino (1916) i El divorcio (1912). Després de la seua mort es publicà el seu tercer llibre: Por la salud de la raza.
Estrenà una obra de teatre en l'antic teatre Varietats del barri Constitució.

## Defunció
A la primeria de 1917, malalta de tuberculosi, viatja a la província de Córdoba per aprofitar el clima sec de les serres. Des de principis del s. XX, a Argentina era una pràctica usual que els tuberculosos foren internats a l'Hospital Colonia Santa María de Punilla, prop de Bialet Massé (Córdoba), on el clima benigne i sec es considerava beneficiós per a la salut de la persona tuberculosa.
Mentre era allí li publicaren una sèrie d'articles en el diari socialista La Vanguardia. C. Muzzilli morí a l'hospital el 23 de març de 1917, als 27 anys.